# NGC 1477
NGC 1477 este o centimetric radio source⁠(d) situată în constelația Eridanul. A fost descoperită în 1886 de către Ormond Stone⁠(d). Se află la o distanță de 133,46 de megaparseci de Pământ.